# 小行星1774
小行星1774（1774 Kulikov）是一颗围绕太阳公转的小行星。1968年10月22日，塔瑪拉·斯米爾諾娃在克里米亚发现了此天体。
該小行星以俄羅斯天文學家德米特里·庫茲米奇·庫利科夫（Dmitri Kuzmich Kulikov）命名。
这颗小行星的绝对星等为251.7923632491933等。